# CocoRosie
CocoRosie — американский дуэт, в который входят две сестры: Бьянка Лейлани «Коко» Кэседи (англ. Bianca Leilani «Coco» Casady) и Сьерра Роуз «Рози» Кэседи (англ. Sierra Rose «Rosie» Casady).
Их музыку описывают как психоделический фолк, фрик-фолк, в которой есть элементы жанров поп, блюз, опера, электроника, хип-хоп. За время своего существования группа выпустила 7 студийных альбомов и 2 EP.

## История коллектива
Название CocoRosie произошло от имен которыми звала в детстве девочек их мать Тина Хантер. Индианки-полукровки, плоды вальдорфского воспитания, чудачки и непоседы Сьерра и Бьянка Кэседи в один воистину прекрасный день решили превратить свои детские шалости в музыку. Сьерра, обучавшаяся оперному пению, играет на гитаре, клавишах, арфе. Бьянка в ответе за основной вокал, электронику, перкуссию и экзотические звуки.
Запись дебютного альбома La Maison de Mon Rêve (2004) велась в апартаментах Сьерры на Монмартре. Скрипы дверей, треск заводных игрушек, случайные шорохи — странная музыка сестер Кэседи удивляет и завораживает. Альбом был выпущен независимым американским лейблом Touch and Go. Вторая пластинка, Noah’s Ark, вышла осенью 2005-го при содействии Энтони Хегарти, Девендры Банхарта и французского рэпера Сплин. Над звуком третьего «студийного» релиза женского дуэта, The Adventures of Ghosthorse and Stillborn, трудился продюсер самой известной в мире исландки Бьорк. На четвёртом лонг-плее, Grey Oceans, сестры Кэседи отошли от привычного звучания и забросили детские игрушки, которые обычно слышно на фоне. Пятая работа, Tales Of A GrassWidow, увидела свет в мае 2013 года.
В 2015 г. сестры выступили в качестве композиторов спектакля «Сказки Пушкина» в постановке Роберта Уилсона в Театре Наций.
Они являются активными феминистками. Публиковали феминистический журнал в 2013 году, Girls Against God (Девушки против Бога).

## Дискография
Студийные альбомы
- La maison de mon rêve (Touch and Go/Quarterstick Records, 2004)
- Noah’s Ark (Touch and Go/Quarterstick Records, 2005)
- The Adventures of Ghosthorse and Stillborn (Touch and Go Records, 2007)
- Grey Oceans (Sub Pop Records, 2010)
- Tales Of A GrassWidow (City Slang, 2013)
- Heartache City (2015)
- Put The Shine On (2020)
- Little Death Wishes (2025)

Синглы
- Beautiful Boyz (EP, Touch and Go/Quarterstick Records, 2004)
- God Has a Voice, She Speaks Through Me (single, Touch and Go Records, 2008)
- Coconuts, Plenty of Junk Food (EP, self-released, 2009)
- Lemonade / Surfer Girl (single, Sub Pop Records, 2010)
- We Are On Fire / Tearz For Animals (PIAS, 2012)
- Gravediggress (Digital download, City Slang, 2013)
- After The Afterlife (Digital download, City Slang, 2013)